# 庄小龙
庄小龙（1987年7月11日—），男，汉族，A型血，处女座，身高166cm，福建莆田人，原中国人民解放军特种部队军人，华语影视男演员。

## 生平
1987年出生于福建莆田，原为中国人民解放军南京军区某特种部队班长，并曾参加国际猎人学校（委内瑞拉戈戈亚陆军特种作战学校）集训。之后，庄小龙被吴京选中并饰演了《战狼》中“板砖”一角，后获得大众电影百花奖最佳新人。